# Высоково (городской округ Мытищи)
Высоково — деревня в городском округе Мытищи Московской области России. Население — 123 чел. (2010).

## География
Расположена на севере Московской области, в юго-восточной части Мытищинского района, на Пироговском шоссе, примерно в 5 км к северу от центра города Мытищи и 8 км от Московской кольцевой автодороги, недалеко от Пироговского водохранилища системы канала имени Москвы.
В деревне 15 улиц. Связана автобусным сообщением с районным центром, городом Москвой и посёлком городского типа Пироговский (маршруты № 22, 23, 26, 31, 314). Ближайшие населённые пункты — деревня Свиноедово, посёлки Здравница, Кардо-Лента и Пироговского лесопарка.

## Население
| 1852 | 1859 | 1890 | 1899 | 1926 | 2002 | 2010 |
| ---- | ---- | ---- | ---- | ---- | ---- | ---- |
| 117  | ↘100 | ↗106 | ↘104 | ↗142 | ↘79  | ↗123 |

## История
В середине XIX века сельцо Высокое относилось ко 2-му стану Московского уезда Московской губернии и принадлежало Г. Смирнову, в сельце было 14 дворов, крестьян 60 душ мужского пола и 57 душ женского.
В «Списке населённых мест» 1862 года — владельческая деревня Московского уезда по левую сторону Ярославского шоссе (из Москвы), в 17 верстах от губернского города и 8 верстах от становой квартиры, при колодце, с 10 дворами и 100 жителями (50 мужчин, 50 женщин).
По данным на 1899 год — деревня Мытищинской волости Московского уезда с 104 жителями.
В 1913 году — 18 дворов.
По материалам Всесоюзной переписи населения 1926 года — деревня Рупасовского сельсовета Пролетарской волости Московского уезда в 3,5 км от станции Тарасовка Северной железной дороги, проживало 142 жителя (69 мужчин, 73 женщины), насчитывалось 22 крестьянских хозяйства.
1994—2006 гг. — деревня Коргашинского сельского округа Мытищинского района.
2006—2015 гг. — деревня городского поселения Пироговский Мытищинского района.